# Ceaulmont
Ceaulmont és un municipi francès, situat al departament de l'Indre i la regió del Centre - Vall del Loira.